# Abby Wilde
Abigail Miriam Dauermann, más conocida como Abby Wilde, (n. San Francisco, California, 25 de febrero de 1989) es una actriz y cantante estadounidense. Es conocida por el papel de Stacey Dillsen que desarrolló en distintas producciones de Dan Schneider, incluyendo Zoey 101, iCarly y Sam & Cat.

## Actuación
Abby empezó a actuar desde los 6 años. En 2007 hizo su primera aparición en la serie original de Nickelodeon Zoey 101, en el papel de Stacey Dillsen, como personaje secundario. Apareció en los episodios "iStart a Fan War" y "iHire an Idiot" de la cuarta temporada de la serie iCarly, repitiendo el papel de la serie Zoey 101. En 2014 volvió a aparecer en el episodio #MadAboutShoe de la serie Sam & Cat.
Asimismo, apareció en la película "Family of Four" en 2009 interpretando a Kimberly Baker, y en el cortometraje "Maturing Youth" en 2018, dando voz a distintos personajes.
El 12 de enero de 2023, Jamie Lynn Spears anunció que había comenzado la producción de una película secuela titulada Zoey 102 (secuela de Zoey 101) que se estrenará en julio del mismo año en Paramount+, con los miembros del reparto de la serie original, incluida Wilde con su personaje de Stacey Dillsen. La producción comenzó en enero de 2023 en Carolina del Norte.

## Filmografía
| Películas y Series de Televisión | Películas y Series de Televisión | Películas y Series de Televisión                                                           | Películas y Series de Televisión                                                                                                  |
| Año                              | Título                           | Rol                                                                                        | Notas |
| -------------------------------- | -------------------------------- | ------------------------------------------------------------------------------------------ | --- |
| 2006—2008                        | Zoey 101                         | Stacey Dillsen                                                                             | Personaje Secundario (31 episodios), serie de TV Nickelodeon                                                                      |
| 2009                             | Family of Four                   | Kimberly Baker                                                                             | Personaje Principal |
| 2010—2011                        | iCarly                           | Stacey Dillsen                                                                             | Episodios "iStart a Fan War" (Temporada 4, episodios 6 y 7) y "iHire an Idiot" (Temporada 4, episodio 8), serie de TV Nickelodeon |
| 2013                             | Sam & Cat                        | Stacey Dillsen                                                                             | Episodio "#MadAboutShoe" (Temporada 1, episodio 20), serie de TV Nickelodeon                                                      |
| 2018                             | Maturing Youth                   | Little Sally, Mr. Monkey, Mrs. Frog, Cable Newscaster, Femme Fatale, Baby Bear y Mama Bear | Personaje Principal. Cortometraje.                                                                                                |
| 2023                             | Zoey 102                         | Stacey Dillsen                                                                             | Personaje Principal. Película. |